# Francisco de Ibarra (militar y escritor español del siglo XVII)
Francisco de Ibarra y Barresi (Palermo? - Fleurus, 29 de agosto de 1622) militar y escritor español.
Militar español, de la familia de la casa de Ybarra en Eibar, nació en Palermo, siendo allí su padre Veedor General de Sicilia “veedor de las fortalezas de Sicilia”. 
Caballero de la Orden de Santiago (1604), Gentilhombre de Cámara del Archiduque Alberto de Austria, se casó con María Enríquez Boonen, natural de Bruselas. 
Era hijo de Diego de Ibarra y Vargas, el cual, amén de sus cargos en Sicilia, fue embajador en Francia desde 1593 en nombre de Felipe II, Veedor General del Ejército de Flandes desde 1595 hasta 1600, mayordomo mayor de la casa del Archiduque Alberto de Austria y miembro del Consejo de Estado de Felipe IV desde 1621 hasta su muerte.

## Carrera militar

### Inicios
Presta servicio en Flandes desde 1609, según su propio memorial presentado al Consejo de Estado en 1621 [que ha que sirve â V.Mad más de treze años en los estados de Flandes, los siete de capitán de lanzas] aunque cabe tener en cuenta que en 9 de abril de 1609, se firma la tregua de doce años con las Provincias Unidas, no pudiendo por tanto participar en ninguna acción de renombre en los Países Bajos durante ese periodo.
Participa en la campaña dirigida contra el elector de Brandemburgo en el año de 1614, dirigida por Ambrosio Spinola, capitán general del ejército de Flandes.

### Campaña del Palatinado
En 1620, dado el compromiso español en el Imperio, por sus vinculaciones con la rama alemana de la Casa de Austria, la calidad del rey de España como jefe del Círculo Imperial de Borgoña y su defensa de la fe católica, se forma el Ejército del Palatinado, con el designio de ocupar los territorios del Palatinado Renano o Bajo Palatinado (los cuales habrían de ser exonerados por bando imperial publicado en Viena a 22 de enero de 1621) dominios del elegido rey de Bohemia, Federico V del Palatinado y I de Bohemia: entró en aquel estado con el exercito en ayuda y servicio del Emperador, a fin de que a su Mgct Cesarea se le guardase el respeto debido.
Aunque le intervención se realiza con miras a la restitución del statu quo en el Imperio, la posición estratégica del Palatinado dominando el Rin, vía fluvial, arteria del comercio de los Países Bajos con Alemania hace que finalmente No le parecía también al Marques menospreçiable la possession de una provincia tan fértil, rica y por la razón de su situaçion tan importante como el Palatinado, y assi, no podiendose dudar la justificaçion de retenerla (ora por razón de gastos, ora por el derecho del vando), hallava muchas raçones para codiciarla, assi por tener esse pie en Alemaña para corroborar lo hecho y acudir a todos los accidentes que occuriessen, como por el daño que desde ella podía hazerse a los Olandeses, impidiéndoles mucha parte de los soccorros de Alemania de gente y dineros
Francisco de Ibarra participará en la campaña en calidad de capitán de compañía de lanzas españolas: quando Don Diego Messia passó á tomar algunas villas y castillos çerca de la Mosela, fue por cavo de la cavalleria que llevó.
En la primavera de 1621 (carta de Ambrosio Spinola fechada en Kreuznach a 21 de febrero y carta del marqués de Belveder fechada en Bruselas a 21 de marzo)  coincidiendo con el acceso de su padre al Consejo de Estado, es enviado a Madrid para exponer la situación del ejército y acelerar el envío de las remesas prometidas meses ha para su mantenimiento [la provission de dinero que se havia pedido en otras ocasiones] así como un suplemento [a soliçitar las provisiones trasordinarias para el exercito del Palatinato]. Gestiones de las cuales obtiene una ayuda de costa de dos mil ducados para sí, a librar por la Pagaduría del Ejército de Flandes y noticia de la remesa de 400.000 ducados vía Flandes y 500.000 vía Italia para el sostén del ejército del Palatinado.
A mediados de julio de 1621 (el 15 de julio se hallaba en el puerto de Irún) deja España para regresar a los Países Bajos, donde el 13 del mismo, había fallecido el Archiduque Alberto. A su llegada a Bruselas, expone en la corte los resultados de sus gestiones en Madrid, tras lo cual se reincorpora al ejército del Palatinado, para participar en la campaña dirigida por don Fernando Gonzalo Fernández de Córdoba, la cual finaliza en diciembre de 1621, con el acuartelamiento de las tropas con la llegada del invierno: Obligava ya por este tiempo el ynvierno a meter la gente en guamiciones. 
El 12 de marzo de 1622, estaría en Bruselas, con motivo de las exequias por el Archiduque Alberto.

### Maestre de Campo
Sin que pueda hallarse demérito alguno, sin duda la posición de su padre contribuye a que el “propio rey” se preocupe de los progresos en su carrera militar, como refleja la correspondencia real:[he querido] encargar mucho a V. A. (como lo hago) honrre y adelante al dicho Don Francisco en las ocasiones que alla huviere, en carta del rey al Archiduque; [por] lo que ha servido y ser hijo de padre que tan particularmente lo ha hecho, holgaré le ayudeys y faborezcays con mi tio en orden de lo que se le escribe, como os lo encargo, en carta del rey al marqués Spinola con copia – adecuadamente modificada – a su tío el Archiduque Alberto.
Moriría, gobernando con título de maestre de campo el tercio de don Gonzalo Fernández de Córdoba, en la batalla de Fleurus, el 29 de agosto de 1622: Del exercito de su majestad, murieron el maestre de campo Don Francisco de Ybarra de un mosquetazo y dos capitanes de cavallos y algunos de infantería, y heridos diferentes capitanes y offiçiales. Todos pelearon bien.

## "La Guerra del Palatinado": obra literaria
Estructurada en cuatro libros, fechada la composición final en Kirchberg (Bajo Palatinado) a 20 de diciembre de 1621, narra los dos años precedentes de la campaña del ejército español en las tierras del elector palatino. La obra no es concluyente, continuando la guerra en el Bajo Palatinado después de la finalización del relato y aún de la muerte del autor.
La obra se presenta con una justificación de la necesaria y desinteresada [sin mezcla de otros fines propios] labor del ejército: oponiéndose al caudal de las eregias que no ya con  persuaçiones sino con armas tan gallardas y confederaciones tan bien fundadas estaba cerca de ynundar las provincias más puras. Aporta datos significativos de la formación del mismo (composición, número y origen nacional y geográfico de las fuerzas) así como de los principales movimientos del mismo y de los distintos cuerpos en que se organizó operativamente, haciendo hincapié en las expugnaciones de las villas y otros hechos de armas significativos, fechando con precisión estos eventos.
Amén de los movimientos de tropas, también se incide en la cara diplomática de la guerra, dando noticia de las negociaciones que se mantenían para alcanzar un acuerdo de pacificación, y de las suspensiones provisionales de armas que vinculadas a estas se realizaron durante 1621.
Igualmente, se narra la embajada que a España realizó el autor para recabar fondos para el mantenimiento del ejército, y se explica la vinculación de esta campaña con la guerra de Flandes - debido a la competencia a nivel de asignación de recursos económicos y humanos - que aún en suspenso por la tregua de los doce años durante la mayor parte del relato, se ve condicionada ante la incertidumbre de la prorrogación o no de la tregua con las Provincias Unidas: pues no le seria fácil al Rey la continuación desta guerra más tiempo, embaraçado en la de Flandes

### Temas secundarios
Se añade una breve relación de la batalla de la Montaña Blanca, que llega por testimonio de terceros a Francisco de Ibarra, batalla esta, relacionada con la campaña que llevan a cabo, pues tuvo como complemento la acción de España que, entrando en el Palatinado,  detuvo y divertio las fuerças protestantes.
Se incluye una breve valoración del reinado de Felipe III, crítica en lo que se refiere a la autoridad regia, en relación con la cesión de las obligaciones del rey en la privanza del duque de Lerma, y posteriormente en la del hijo de éste, duque de Uceda, en relación con la muerte del rey, la sucesión en su hijo, y los cambios en el gobierno asociadas a ésta. Evidentemente, con la nueva privanza de Baltasar de Zúñiga es mucho más benevolente, máxime teniendo en cuenta que los cambios en el gobierno incluyen la entrada en el Consejo de Estado de su padre, don Diego.
Se incluye un breve laudatorio del conde de Bucquoy, general del emperador, con motivo de su muerte.
Se incluye, con motivo del acaecimiento de la muerte del Archiduque Alberto un panegírico de su persona, y una descripción de la transición del gobierno de los archiduques en el momento del regreso de la soberanía de los Países Bajos a Felipe IV.